# Championnat d'Asie du Sud féminin de football 2012
Navigation
Édition précédente Pakistan 2014
En 2012, la deuxième édition du Championnat d'Asie du Sud féminin de football a eu lieu du 7 au 16 septembre 2012 au Sri Lanka, dans la ville de Colombo.
Tous les matchs sont joués au CR & FC Grounds à Colombo. Le stade dispose d'une capacité de 555 sièges.
L'Inde domine la compétition et n'encaisse qu'un seul but lors de la finale, une victoire 3-1 face au Népal.
Kamala Devi Yumnam est élue meilleure joueuse de la compétition.

## Compétition

### Groupe A
| Équipe     | J | V | N | D | BM | BE | DB  | Pts |
| ---------- | - | - | - | - | -- | -- | --- | --- |
| Inde       | 3 | 3 | 0 | 0 | 19 | 0  | +19 | 9   |
| Sri Lanka  | 3 | 2 | 0 | 1 | 6  | 6  | 0   | 6   |
| Bangladesh | 3 | 1 | 0 | 2 | 2  | 5  | -3  | 3   |
| Bhoutan    | 3 | 0 | 0 | 3 | 0  | 16 | -16 | 0   |

     Équipe qualifiée; Pts = points; J = joués; G = gagnés; N = nuls; P = perdus;

Bp = buts pour; Bc = buts contre; Diff = différence de buts
| 7 septembre 2012 | Inde | 3 - 0 | Bangladesh | CR & FC Grounds |  |
|                  |      |       |            |                 |  |

| 7 septembre 2012 | Sri Lanka | 4 - 0 | Bhoutan | CR & FC Grounds |  |
|                  |           |       |         |                 |  |

| 9 septembre 2012 | Inde | 5 - 0 | Sri Lanka | CR & FC Grounds |  |
|                  |      |       |           |                 |  |

| 9 septembre 2012 | Bangladesh | 1 - 0 | Bhoutan | CR & FC Grounds |  |
|                  |            |       |         |                 |  |

| 11 septembre 2012 | Inde | 11 - 0 | Bhoutan | CR & FC Grounds |  |
|                   |      |        |         |                 |  |

| 11 septembre 2012 | Sri Lanka | 2 - 1 | Bangladesh | CR & FC Grounds |  |
|                   |           |       |            |                 |  |

### Groupe B
| Équipe      | J | V | N | D | BM | BE | DB  | Pts |
| ----------- | - | - | - | - | -- | -- | --- | --- |
| Népal       | 3 | 3 | 0 | 0 | 20 | 1  | +19 | 9   |
| Afghanistan | 3 | 1 | 1 | 1 | 6  | 8  | -2  | 4   |
| Pakistan    | 3 | 1 | 0 | 2 | 3  | 12 | -9  | 3   |
| Maldives    | 3 | 0 | 1 | 2 | 1  | 9  | -8  | 1   |

     Équipe qualifiée; Pts = points; J = joués; G = gagnés; N = nuls; P = perdus;

Bp = buts pour; Bc = buts contre; Diff = différence de buts
| 8 septembre 2012 | Népal | 8 - 0 | Pakistan | CR & FC Grounds |  |
|                  |       |       |          |                 |  |

| 8 septembre 2012 | Afghanistan | 1 - 1 | Maldives | CR & FC Grounds |  |
|                  |             |       |          |                 |  |

| 10 septembre 2012 | Népal | 5 - 0 | Maldives | CR & FC Grounds |  |
|                   |       |       |          |                 |  |

| 10 septembre 2012 | Afghanistan | 4 - 0 | Pakistan | CR & FC Grounds |  |
|                   |             |       |          |                 |  |

| 12 septembre 2012 | Népal | 7 - 1 | Afghanistan | CR & FC Grounds |  |
|                   |       |       |             |                 |  |

| 12 septembre 2012 | Pakistan | 3 - 0 | Maldives | CR & FC Grounds |  |
|                   |          |       |          |                 |  |

### Demi-finales
| 14 septembre 2012 | Inde | 11 – 0 | Afghanistan | CR & FC Grounds |  |
|                   |      |        |             |                 |  |

| 14 septembre 2012 | Népal | 3 – 0 | Sri Lanka | CR & FC Grounds |  |
|                   |       |       |           |                 |  |

### Finale
| 16 septembre 2012 | Inde | 3 – 1 | Népal | CR & FC Grounds   |
|                   |      |       |       | Spectateurs : 555 |

## Classement des buteurs
8 buts
- Jamuna Gurung  Pakistan x4,  Maldives x3,  Afghanistan 1

7 buts
- Kamala Devi  Bangladesh 1,  Bhoutan x2,  Afghanistan x3,  Népal 1

5 buts
- Anu Lama  Pakistan 1,  Maldives 1,  Afghanistan x2,  Sri Lanka 1
- Pinky Magar  Sri Lanka 1,  Bhoutan x3,  Afghanistan 1
- Bembem Devi  Bangladesh 1,  Afghanistan x3,  Népal 1

4 buts
- Dipa Adhikari  Pakistan 1,  Maldives 1,  Sri Lanka 1,  Inde 1
- Prameshowri Devi  Sri Lanka 1,  Bhoutan x2,  Afghanistan 1

3 buts
- Sasmita Malik  Bhoutan 1,  Afghanistan x2
- Sajana Rana  Pakistan 1,  Afghanistan x2

2 buts
- Marjan Haydaree  Pakistan 1,  Népal 1
- Shabnam Rohin  Pakistan x2
- Rinaroy Salam  Sri lanka x2
- Supriya Routray  Bhoutan 1,  Népal 1
- Erandi Kumudumala  Bhoutan x2
- Niru Thapa  Afghanistan x2
- Hajra Khan  Maldives x2

1 but
- Hailai Arghandiwal  Pakistan 1
- Diba Naweed  Maldives 1
- Suinu Pru  Bhoutan 1
- Aungmraching Marma  Sri lanka 1
- Alochona Senapati  Bangladesh 1
- Suprava Samal  Sri lanka 1
- Montesori Chanu  Bhoutan 1
- Tuli Goon  Bhoutan 1
- Romi Devi  Afghanistan 1
- Fathimath Afza  Afghanistan 1
- Pramila Rai  Pakistan 1
- Laxmi Poudel  Sri lanka 1
- Nilushika Kumari  Bhoutan 1
- Praveena Perera  Bhoutan 1
- Hasara Dilrangi  Bangladesh 1
- Achala Chitrani  Bangladesh 1
- Malika-e-Noor  Maldives 1